# Myxórrouma (Réthymnon)
Myxórrouma ou Mixórrouma , en grec moderne : Μυξόρρουμα ou Μιξόρρουμα, est un village du dème d'Ágios Vasílios, de l'ancienne municipalité de Lámpi, dans le district régional de Réthymnon, en Crète, en Grèce. Selon le recensement de 2011, la population de Myxórrouma compte 14 habitants, tandis que la communauté locale de Myxórrouma compte 371 habitants. Le village est situé à une distance de 26,5 km de Réthymnon et une altitude de 300 mètres.

## Recensements de la population
| Recensements | 1900 | 1920 | 1928 | 1940 | 1951 | 1961 | 1971 | 1981 | 1991 | 2001 | 2011 |
| ------------ | ---- | ---- | ---- | ---- | ---- | ---- | ---- | ---- | ---- | ---- | ---- |
| Population   | 146  | 207  | 220  | 280  | 173  | 128  | 42   | 18   |      | 0    | 14   |

## Source de la traduction
- (el) Cet article est partiellement ou en totalité issu de l’article de Wikipédia en grec moderne intitulé « Μυξόρρουμα Ρεθύμνης » (voir la liste des auteurs).